# Mahasweta Devi
Mahasweta Devi (in bengali মহাশ্বেতা দেবী, Môhashsheta Debi; Dacca, 14 gennaio 1926 – Calcutta, 28 luglio 2016) è stata una scrittrice e attivista indiana.

## Biografia
Mahasweta Devi è considerata la più grande scrittrice in lingua bengali che ci sia oggi in India.
Nel 1996 ha ricevuto il Bharatiya Jnanpith Award.
Figlia d'arte, madre scrittrice e assistente sociale, padre poeta, l'impegno politico e civile di Devi inizia negli anni '40 del Novecento; scrive il suo primo libro nel '56; le sue opere, circa 42 volumi, sono in corso di traduzione in inglese per i tipi della Seagull Books di Calcutta, dove l'autrice vive e lavora; adesso sta scrivendo la sua autobiografia.
Nel 1967, in seguito alla rivolta dei naxaliti Mahasweta inizia la sua attività politica in difesa dei gruppi tribali.
Devi ha raccontato le loro storie in numerosi romanzi, da uno di questi (Mother of 1084) è stato tratto l'omonimo film Hazaar Chaurasi Ki Maa.
Il romanzo epico Chotti Munda and his Arrow è stato tradotto in inglese da Gayatri Chakravorty Spivak.
Nel 1995, Spivak e Devi hanno pubblicato insieme tre racconti di Devi e le tre relative letture critiche di Spivak (Imaginary Maps); un lavoro duplice, di letteratura e di critica letteraria, che le due scrittrici hanno ripetuto due anni dopo con Breast Stories (La trilogia del seno).
Quelle di Mahasweta Devi sono storie post-coloniali perché, come scrive Spivak, debbono funzionare con le risorse di una storia che è stata forgiata dal colonialismo contro il retaggio del colonialismo (La trilogia del seno, p. 154).
Sono storie post-coloniali che narrano le ingiustizie, la miseria, la violenza e lo sfruttamento che milioni di indiani ridotti in povertà prima dal colonialismo e poi dalla globalizzazione continuano a subire; drammatico
l'intreccio tra casta e classe, tra religione e casta, tra religione, casta e gender; spesso, le storie di Devi hanno per protagoniste le donne subalterne o le popolazioni tribali, gli adivasi.
Come ha scritto Natalia Aspesi, che l'ha intervistata nel 2005 quando ha vinto in Italia il premio Nonino, è la più famosa eroina di un'India che anche gli indiani non conoscono, la cantastorie irrefrenabile di soprusi, miserie, crudeltà.